# Jean de la Rottaz
 (mars 2022).
La mise en forme du texte ne suit pas les recommandations de Wikipédia : il faut le « wikifier ».
Les points d'amélioration suivants sont les cas les plus fréquents :
- Les titres sont pré-formatés par le logiciel. Ils ne sont ni en capitales, ni en gras.
- Le texte ne doit pas être écrit en capitales (les noms de famille non plus), ni en gras, ni en italique, ni en « petit »…
- Le gras n'est utilisé que pour surligner le titre de l'article dans l'introduction, une seule fois.
- L'italique est rarement utilisé : mots en langue étrangère, titres d'œuvres, noms de bateaux, etc.
- Les citations ne sont pas en italique mais en corps de texte normal. Elles sont entourées par des guillemets français : « et ».
- Les listes à puces sont à éviter, des paragraphes rédigés étant largement préférés. Les tableaux sont à réserver à la présentation de données structurées (résultats, etc.).
- Les appels de note de bas de page (petits chiffres en exposant, introduits par l'outil «  Source ») sont à placer entre la fin de phrase et le point final[comme ça].
- Les liens internes (vers d'autres articles de Wikipédia) sont à choisir avec parcimonie. Créez des liens vers des articles approfondissant le sujet. Les termes génériques sans rapport avec le sujet sont à éviter, ainsi que les répétitions de liens vers un même terme.
- Les liens externes sont à placer uniquement dans une section « Liens externes », à la fin de l'article. Ces liens sont à choisir avec parcimonie suivant les règles définies. Si un lien sert de source à l'article, son insertion dans le texte est à faire par les notes de bas de page.
- La présentation des références doit suivre les conventions bibliographiques. Il est recommandé d'utiliser les modèles {{Ouvrage}}, {{Chapitre}}, {{Article}}, {{Lien web}} et/ou {{Bibliographie}}. Le mode d'édition visuel peut mettre en forme automatiquement les références.
- Insérer une infobox (cadre d'informations à droite) n'est pas obligatoire pour parachever la mise en page.

Pour une aide détaillée, merci de consulter Aide:Wikification.
Si vous pensez que ces points ont été résolus, vous pouvez retirer ce bandeau et améliorer la mise en forme d'un autre article.
 (mars 2022).
Jean de la Rottaz, ou Delarottaz, bourgeois de Veytaux, Noville et Rennaz, né le 24 septembre 1753 à Veytaux, mort le 26 juin 1812 à Veytaux, est un vigneron et homme politique, très actif lors de la Révolution vaudoise, sous la République helvétique et sous la Médiation.

## Famille
Fils de Jaques de la Rottaz (1703-1795)  et d’Antoinette Depallens, Jean de la Rottaz épouse en 1784 Marguerite Borcard (1750-1814), fille de Jean Borcard et de Marie Dufour. Il a un frère, François Abraham (1756-1822), qui devint lieutenant militaire et s'engagea lui aussi dans la Révolution vaudoise.    
La famille de la Rottaz est une ancienne famille de Veytaux, dont la plupart des membres ont été syndics. Plusieurs ont accédé à des charges importantes à l'époque bernoise. C'est ainsi que Jean de la Rottaz a pu être formé par son oncle, François Abraham de la Rottaz (1700-1782), qui fut justicier (juge), puis châtelain (président du tribunal) de la juridiction de Chillon depuis 1847 jusqu'à sa mort.     

## Carrière politique
Très attaché à son village de Veytaux, Jean de la Rottaz devient syndic entre 1785 et 1786. À l'époque bernoise, les mandats sont de deux ans. Déjà à cette époque, il s'efforce de convaincre les bourgeois de sa commune de laisser tous les résidents bénéficier des biens communs: "Toute jouissance des biens communs doit être pour les ressortissants de la commune facile dans son extraction, la moins dispendieuse possible, sans jamais être imposée ni taxée; la règle contraire est toujours accablante pour le pauvre, dont à la longue le riche profite."  De telles envolées lui valurent en 1793 d'être taxé  de jacobinisme par certains membres du Sénat, à Berne. En 1798, il s’enflamme pour la Révolution vaudoise. Désigné par les Conseils de Montreux et des villages environnants, il sera choisi par l’Assemblée des Villes et campagnes du bailliage de Vevey, le 16 janvier 1798, pour représenter Montreux «et autres publics de la campagne du bailliage» au sein du Comité central des délégués des Villes et des Communautés, à Lausanne. C'est ce Comité qui, le 24 janvier 1798, décide de rejeter définitivement l'autorité bernoise. Sans avoir formellement déclaré la République lémanique, l'assemblée se transforme en Assemblée représentative provisoire du Pays de Vaud. Des élections sont prévues pour le mois de mars. L'enthousiasme révolutionnaire de Jean de la Rottaz et sa lutte acharnée pour l’abolition pure et simple des droits féodaux le rendent très populaire dans la région de Montreux. Sous la République helvétique, il est nommé agent national pour Veytaux en 1799, puis, en novembre de la même année, il est élu membre de la Chambre administrative du Léman. Il y siègera jusqu’à sa destitution le 27 décembre 1800. A cette date en effet, le Conseil exécutif de la République helvétique, à Berne, destitue arbitrairement, sans explication, trois des cinq membres régulièrement élus de la Chambre administrative du Canton du Léman. En même temps que Jean de la Rottaz sont aussi écartés Béat Ferdinand Testuz et Henri Monod. Et cela en raison de leurs sympathies pour les prétendus «anarchistes» qui s’opposent au rachat des droits féodaux. De la Rottaz est élu député de Montreux à la Diète vaudoise en 1801. En mars 1803, sous la Médiation, il accède au premier Grand Conseil du canton de Vaud. En août de la même année, il est proposé par le Tribunal d’appel pour une place de juge du tribunal du district de Vevey. Nommé à ce poste par le Petit Conseil, Jean de la Rottaz refusera cette charge. Il restera syndic de Veytaux et membre du Grand Conseil de 1803 jusqu’à sa mort, le 26 juin 1812 à l’âge de 59 ans. Il fut aussi brièvement voyer du district de Vevey, depuis le 25 septembre 1811 jusqu’à sa mort.

## Postérité
Son fils le colonel Jean Jaques de la Rottaz (né le 8 novembre 1787, mort le 17 août 1882) sera voyer du district de Vevey, puis membre de la Commission des Ponts et Chaussées. Il jouera un rôle décisif pour endiguer la Baye de Clarens dont les crues étaient dévastatrices. Homme politique, il fut député au Grand Conseil vaudois de 1818 à 1831, et de 1836 à 1845. Il se retrouvera, de façon inattendue, propriétaire de l’Hôtel Byron, à Villeneuve, en 1848.